# Kybernetik

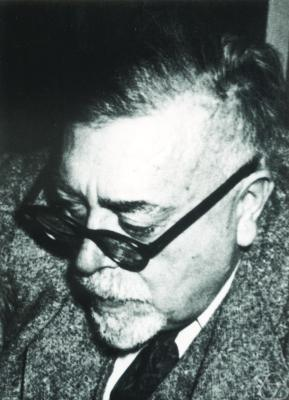
Norbert Wiener, der Begründer der Kybernetik

Kybernetik ist nach ihrem Begründer Norbert Wiener die Wissenschaft der Steuerung und Regelung von Maschinen und deren Analogie zur Handlungsweise von lebenden Organismen (aufgrund der Rückkopplung durch Sinnesorgane) und sozialen Organisationen (aufgrund der Rückkopplung durch Kommunikation und Beobachtung). Sie wurde auch mit der Formel „die Kunst des Steuerns“ beschrieben.
Der Begriff „Kybernetik“ wurde Mitte des 20. Jahrhunderts vom englischen cybernetics in die deutsche Sprache übernommen. Darin steckt das griechische Wort κυβερνήτης kybernetes für Steuermann.
Ein typisches Beispiel für das Prinzip eines kybernetischen Systems der Regelungstechnik ist ein Thermostat. Er vergleicht den Istwert eines Thermometers mit einem Sollwert, der als gewünschte Temperatur eingestellt wurde. Eine Abweichung zwischen diesen beiden Werten veranlasst den Regler im Thermostat dazu, die Wärmezufuhr (üblicherweise die Durchflussmenge) so zu regulieren, dass sich der Istwert dem Sollwert angleicht. Der Fliehkraftregler in der Dampfmaschine und in der Einspritzpumpe des Dieselmotors regelt die Zufuhr von Dampf bzw. Kraftstoff und ist unverzichtbar für die stabile Drehzahlregelung eines an sich instabilen Systems und verhindert dessen Durchgehen durch unkontrollierte Überdrehzahl.

## Geschichte und Entwicklung
| Geschichte (Überblick) |
| --- |
| Vorläufer: - 1788: Fliehkraftregler (James Watt) - 1868: Regelungstheorie (James Clerk Maxwell) Grundlegung: - um 1945: Kybernetik (Norbert Wiener), Konnektionismus (W. S. McCulloch, W. Pitts u. a.) und Informationstheorie (C. E. Shannon) - 1946–1953: Macy Conferences on Cybernetics Anwendung: - 1950: Steuerungs- und Regelungstechnik - 1950: Computerarchitektur und Informatik (John von Neumann) - 1956: Künstliche Intelligenz (John McCarthy) - 1959: Mentale Forschung (Gregory Bateson, Paul Watzlawick) - 1959: Managementkybernetik (Stafford Beer) - 1960: System Dynamics (Jay Wright Forrester) - 1960: Verhaltenskybernetik (Karl Ulrich Smith) - 1970: Kybernetik 2. Ordnung (Heinz von Foerster) - 1970: Systemische Therapie - 1971: Kybernetische Pädagogik (Helmar Frank) - 1973: Autopoiesis (Humberto Maturana, Francisco Varela) - 1976: Radikaler Konstruktivismus (Ernst von Glasersfeld) - 1980: Soziologische Systemtheorie (Niklas Luhmann) - 1980: Biokybernetik Siehe auch die Chronologie der Systemtheorie |

### Antike
Seit der Antike findet man schriftliche Zeugnisse systemorientierten Denkens. Der griechische Ependichter Homer schrieb κυβερνήτης kybernetes und meinte damit den Steuermann eines Schiffes. Platon benutzte den Begriff im übertragenen Sinne, wenn er von einem „Mann am Steuerruder einer Regierung“ sprach. Der Apostel Paulus wiederum benutzt den griechischen Begriff κυβέρνησις kybernesis im 1. Korintherbrief (1 Kor 12,28 ), um die „Fähigkeit zu leiten“ zu thematisieren.
1834 entwickelte der Physiker André-Marie Ampère die Idee einer Wissenschaft, die er cybernétique nannte.

### Fachgebiet seit den 1940er Jahren

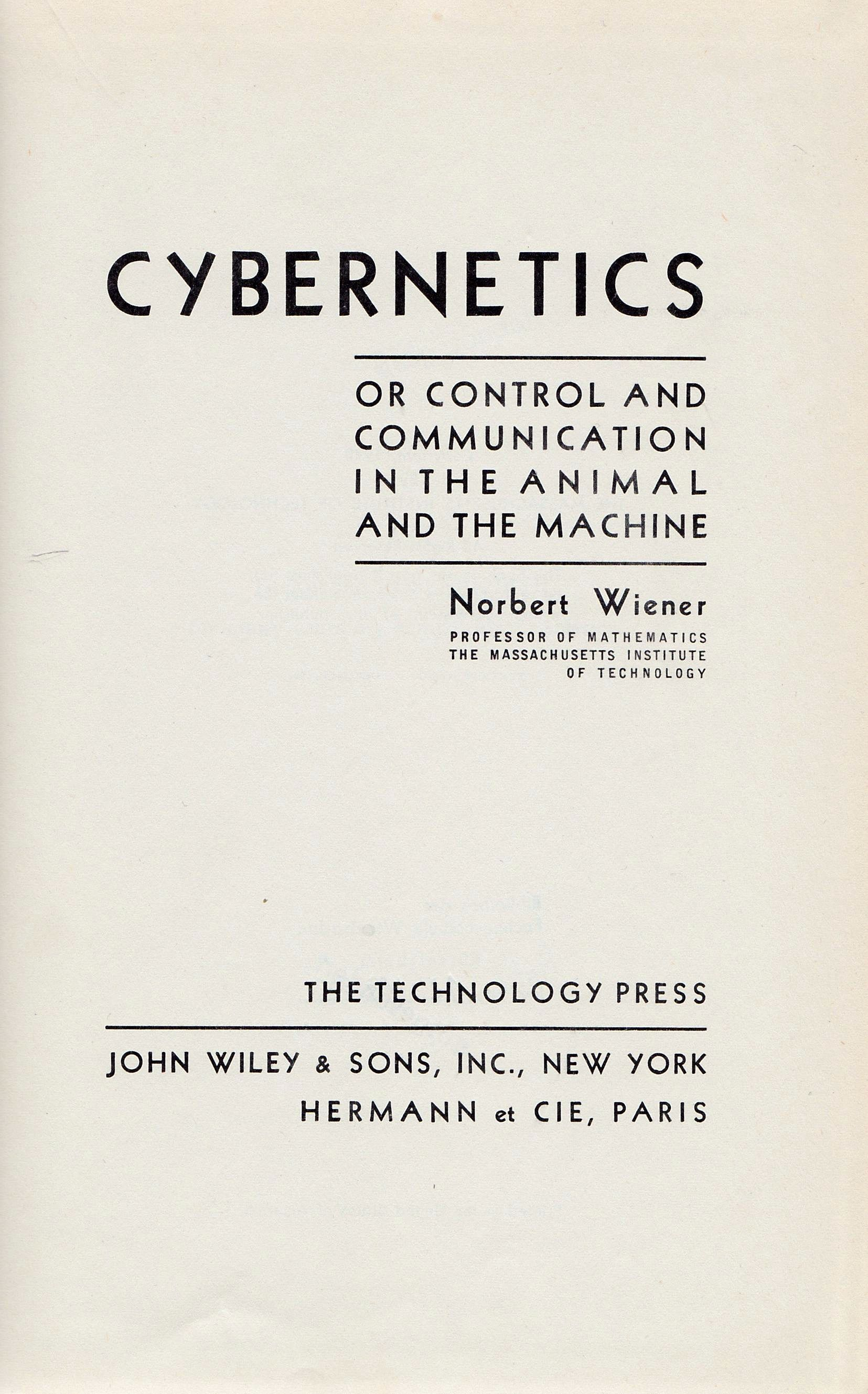
Titelblatt von Wieners 1948 erschienenem Werk Cybernetics or Control and Communication in the Animal and the Machine

In den 1940er Jahren entstanden die Wurzeln der Wissenschaft Kybernetik, als man Gemeinsamkeiten zwischen dem Gehirn und Computern untersuchte und Schnittstellen verschiedener Einzeldisziplinen erkannte, die menschliches Verhalten, Nachrichtenübertragung, Regelungstechnik, Entscheidungs- und Spieltheorie und statistische Mechanik betrachteten. Gegen Ende des Winters 1943/44 organisierten Norbert Wiener und John von Neumann in Princeton ein gemeinsames Treffen mit Ingenieuren, Neurowissenschaftlern und Mathematikern zu diesem Themenkreis.:147–151:43 Ein weiterer Katalysator dieser Entwicklung waren von 1946 bis 1948 die Macy-Konferenzen mit dem Thema Circular causal, and feedback mechanisms in biological and social systems und von 1949 bis 1953 mit dem programmatischen Titel Cybernetics. Norbert Wiener hat den Begriff „Kybernetik“ schließlich im Sommer 1947 von dem griechischen kybernétes für „Steuermann“ abgeleitet und damit den bedeutenden Beitrag von James Clerk Maxwell zum Rückkoppelungsmechanismus mit einem Fliehkraftregler geehrt. Dessen englische Bezeichnung governor leitet sich aus dem lateinischen gubernator „Steuermann“ ab, einem lateinischen Lehnwort des altgriechischen kybernétes.
In gedruckter Form wurde der Begriff von Norbert Wiener erstmals 1948 in Cybernetics or Control and Communication in the Animal and the Machine verwendet.:39 Im gleichen Jahr veröffentlichte er in der Zeitschrift Scientific American einen grundlegenden Übersichtsartikel zur Kybernetik.
Ab 1948 brachte John von Neumann in seinen Vorlesungen weitere Ergänzungen in die Kybernetik ein: Von Neumann-Zellularautomaten und ihre logische Fortsetzung – den von Neumann Universal Constructor. Das Ergebnis dieser Gedankenexperimente war 1953 die Theorie der selbstreproduzierenden Automaten bzw. der Selbstreplikation. Diese Konzepte übertragen Eigenschaften der genetischen Reproduktion auf soziale Meme und lebende Zellen und, seit den 1970ern, auf Computerviren. Norbert Wiener ergänzte 1961 sein Kybernetik-Grundlagenbuch mit zwei weiteren Kapiteln: Über lernende und sich selbst reproduzierende Maschinen:241–256 sowie Gehirnwellen und selbstorganisierende Systeme.:257–284
Der Philosoph und Logiker Georg Klaus etablierte 1953 am Lehrstuhl für Logik und Erkenntnistheorie das Lehrfach Kybernetik an der Humboldt-Universität zu Berlin. Später engagierte er sich für die Gründung einer eigenen Kybernetik-Kommission an der Akademie der Wissenschaften der DDR.

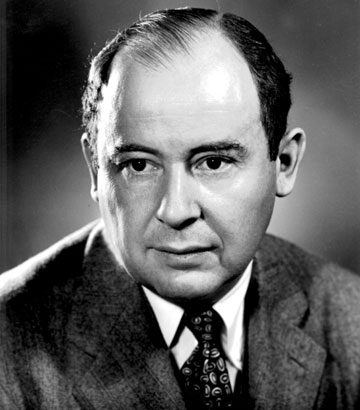
John von Neumann

### Konferenzen und Lehrstühle
Maßgeblich für die Entwicklung des Fachgebiets waren die von Heinz von Foerster in den USA ab den 1950ern herausgegebenen Tagungsbände Cybernetics der interdisziplinären Macy-Konferenzen der Josiah Macy Jr. Foundation (Macy-Stiftung). Die weiteren Entwicklungen nach den Macy-Konferenzen gehen aus der Geschichte der Anwendungsfelder hervor (siehe rechte Tabelle).
Der Begründer der Kybernetik in Deutschland ist Hermann Schmidt, der dieses Gedankengut zeitgleich und unabhängig von Norbert Wiener entwickelte und 1944 auf den ersten Lehrstuhl für Regelungstechnik in Deutschland an der TH Berlin-Charlottenburg berufen wurde. In Deutschland wurde auch im Jahre 1957, vor dem gleichen wissenschaftshistorischen Hintergrund, die Studie Das Bewusstsein der Maschinen – Eine Metaphysik der Kybernetik des Philosophen Gotthard Günther publiziert. Weiterhin erschien im Jahre 1961 das Buch Kybernetik in philosophischer Sicht des Mathematikers und Philosophen Georg Klaus, das bis 1964 vier Auflagen erreichte. Von diesem Autor folgten noch mehrere Bücher zur Kybernetik in ihren sozialen und geistigen Auswirkungen.
Auch der Philosoph Martin Heidegger konnte sich diesem universellen Anspruch nicht entziehen: „Die Philosophie hat in der gegenwärtigen Epoche ihr Ende erreicht. Sie hat ihren Platz im wissenschaftlichen Standpunkt gefunden. … Das grundsätzliche Kennzeichen dieser wissenschaftlichen Determination ist, daß sie kybernetisch, d. h. technologisch, ist.“
Unter den populärwissenschaftlichen Büchern sind insbesondere die Veröffentlichungen von Karl Steinbuch zu nennen, der 1957 zusammen mit Helmut Gröttrup den Begriff Informatik prägte, die im Gegensatz zur Kybernetik eine mehr formalistische und technische Ausrichtung der Datenverarbeitung beschreiben. Steinbuch propagierte die Kybernetik als „zukünftige Universalwissenschaft“, in der „der Kybernetiker der Vermittler zwischen den Spezialisten sein wird“.

## Neuere Entwicklungen

Einfacher kybernetischer Regelkreis als Blockdiagramm

Heute behandelt man klassische Gegenstände der Kybernetik differenzierter:
- im technischen Bereich z. B. in Regelungstechnik und Kontrolltheorie unter dem Oberbegriff Technische Kybernetik,
- in den Geisteswissenschaften unter der Bezeichnung Systemik oder Kybernetik zweiter Ordnung,
- in den Sozial- und Wirtschaftswissenschaften unter Soziokybernetik, Ökonomische Kybernetik, Managementkybernetik oder Unternehmenskybernetik,
- in den Biowissenschaften unter Biokybernetik und
- im Bauwesen die Baukybernetik.

Ein philosophisches Interesse an der Kybernetik geht darauf zurück, dass diese die Möglichkeit eröffnet, den Begriff „Zweck“ rekursiv zu begreifen: Der Zweck eines komplexen Systems, etwa eines Lebewesens oder eines Arbeits- und Handlungssystems, ist so betrachtet es selbst. Ein Zweck bräuchte keine vom System getrennte Instanz mehr, die ihn setzt.
Im Rahmen der Regelungstechnik steht heute eine spezielle leistungsfähige mathematische Systemtheorie zur Verfügung, mit der das Verhalten von Systemen und Regelkreisen beschrieben und berechnet werden kann. In der Netzwerktheorie wiederum wird nach allgemeinen Prinzipien vernetzter Wirkungsgefüge gesucht. Die Entscheidungs- und die Spieltheorie, die sich mit Entscheidungsprozessen in teils komplexen Situationen mehrdimensionaler Zielräume befassen, gewinnen eine wachsende Bedeutung insbesondere in Medizin, Militär und Wirtschaft.
Weitere aktuelle Beispiele für die Anwendung der Kybernetik in den Sozialwissenschaften sind die Konzepte der Volition in der Psychologie und im Management.
Wesentliche Kernbegriffe der Kybernetik sind:
- System (offene und abgeschlossene Systeme)
- Rückkopplung (oder Feedback)
- Selbstregulation
- Selbstorganisation
- Homöostase
- Hysterese
- Fließgleichgewicht (oder Steady State)
- Anpassung (oder Adaption bzw. adaptive Regelung)
- Auslösen, Steuern
- Istwert und Sollwert
- Rezeptor und Effektor
- Varietät

## Spezielle Kybernetik / Anwendungen
Spezielle Anwendungsbereiche sind:
- Robotik
- Mechatronik
- Biomechatronik
- Automatisierungstechnik
- Technische Kybernetik
- Biologische Kybernetik
- Medizinische Kybernetik
- Biomedizinische Kybernetik
- Kybernetische Anthropologie
- Soziokybernetik
- Managementkybernetik

## Cyber als abgeleiteter Begriff
Aus dem Begriff cybernetics entstand der verkürzte Begriff cyber, der seit den 1970er Jahren für Großrechner der Control Data Corporation verwendet wurde. Später wurde er ein Oberbegriff für Anwendungen der virtuellen Realität (wie Cyberspace und Cyberkrieg) sowie allgemeiner bezogen auf Computeranwendungen wie Cyberkriminalität und Cybersicherheit, und schließlich für Cyborgs als Mischwesen aus Mensch und Maschine.

### Klassische Literatur
- James Clerk Maxwell: On Governors. In: Proceedings of the Royal Society of London. Nr. 16, 1867/1868, S. 270–283.
- Norbert Wiener: Mensch und Menschmaschine. Kybernetik und Gesellschaft. Alfred Metzner Verlag, Frankfurt am Main 1952.
- Norbert Wiener: God and Golem, Inc.: A Comment on Certain Points where Cybernetics Impinges on Religion. MIT Press, 1966.
- John von Neumann: The Computer and the Brain. Yale University Press, 1958.
- Gordon Pask: An Approach to Cybernetics. Hutchinson & Co, 1961.
- Karl Steinbuch, Helmar Frank, H. Kretz, H. Meves, Karl Küpfmüller, W. D. Keidel, J. Schwartzkopff, Richard Feldtkeller, F. Wenzel: Kybernetik – Brücke zwischen den Wissenschaften. Umschau Verlag, Frankfurt am Main 1962.
- Karl Steinbuch: Automat und Mensch. Kybernetische Tatsachen und Hypothesen. Berlin / Heidelberg / New York 1965.
- Louis Couffignal: Kybernetische Grundbegriffe – Notions de Base AGIS-Verlag, Baden-Baden 1962.
- Georg Klaus, Heinz Liebscher: Was ist, was soll Kybernetik? Urania-Verlag, Leipzig 1966 (1. bis 9. Auflage 1974)
- Hans Ronge: Kunst und Kybernetik. Verlag M. Dumont Schauberg, Köln 1968, ISBN 3-7701-0440-4.
- Georg Klaus: Wörterbuch der Kybernetik. Dietz Verlag, Berlin 1968 und Fischer Handbücher Bd. 1 und 2, Frankfurt/Hamburg 1969.
- Ludwig von Bertalanffy: General System Theory: Foundations, Development, Applications. George Braziller, 1969.
- Hans Joachim Flechtner: Grundbegriffe der Kybernetik. dtv, Stuttgart 1970.
- Gregory Bateson: Steps to an Ecology of Mind: Collected Essays in Anthropology, Psychiatry, Evolution, and Epistemology. University of Chicago Press, 1972.
- Alexander Lerner: Fundamentals of Cybernetics. Übers. aus dem Russischen von E. Gros. Plenum Publ. Corp., New York, N.Y., 1972, ISBN 978-1-4684-1706-7.
- W. Ross Ashby: Einführung in die Kybernetik. Suhrkamp, Frankfurt am Main 1974.
- Jörg Baetge: Grundlagen der Wirtschafts- und Sozialkybernetik: Betriebswirtschaftliche Kontrolltheorie. (= Moderne Lehrtexte: Wirtschaftswissenschaften; Bd. 11). Westdeutscher Verlag, Opladen 1975, ISBN 3-531-11198-1, elektron. Ausg.: Springer VS, ISBN 978-3-322-85683-8.
- Bernhard Hassenstein: Biologische Kybernetik. Eine elementare Einführung. 5. Aufl. Quelle & Meyer, Heidelberg 1977, ISBN 3-494-00184-7.

### Aktuelle Literatur
- Lars Bluma: Norbert Wiener und die Entstehung der Kybernetik im Zweiten Weltkrieg. LIT Verlag, Münster 2005, ISBN 3-8258-8345-0.
- Michael Eckardt: Mensch-Maschine-Symbiose. Ausgewählte Schriften von Georg Klaus zur Konstruktionswissenschaft und Medientheorie. VDG, Verlag und Datenbank für Geisteswissenschaften, Weimar 2002, ISBN 3-89739-316-6.
- Slawa Gerowitsch: From Newspeak to Cyberspeak. A History of Soviet Cybernetics. MIT Press, 2002, ISBN 978-0-262-07232-8.
- Klaus Fuchs-Kittowski, Siegfried Piotrowski (Hrsg.): Kybernetik und Interdisziplinarität in den Wissenschaften. trafo Verlag, Berlin 2004, ISBN 3-89626-435-4.
- Ernst von Glasersfeld: Kybernetik. In: Leon R. Tsvasman (Hrsg.): Das große Lexikon Medien und Kommunikation. Kompendium interdisziplinärer Konzepte. Ergon-Verlag, Würzburg 2006, ISBN 3-89913-515-6.
- Michael Hagner: Vom Aufstieg und Fall der Kybernetik als Universalwissenschaft. In: Michael Hagner, Erich Hörl (Hrsg.): Die Transformation des Humanen: Beiträge zur Kulturgeschichte der Kybernetik. (= suhrkamp taschenbuch wissenschaft; Bd. 1848). Suhrkamp Verlag, Frankfurt a. M. 2008, ISBN 978-3-518-29448-2, S. 38–71.
- Martin Kaufmann: Der Baum der Kybernetik. Die Entwicklungslinien der Kybernetik von den historischen Grundlagen bis zu ihren aktuellen Ausformungen. proEval Verlag, Dornbirn 2007, ISBN 978-3-200-01048-2.
- Thomas Rid: Maschinendämmerung. Eine kurze Geschichte der Kybernetik. Propyläen, Berlin 2016, ISBN 978-3-549-07469-5.
- Claus Pias (Hrsg.): Cybernetics – Kybernetik. The Macy-Conferences 1946–1953. 2 Bände, diaphanes Verlag, Zürich/Berlin 2003, ISBN 3-935300-35-2 und ISBN 3-935300-36-0.
- Andrew Pickering: The cybernetic brain. Sketches of another future. University of Chicago Press, Chicago 2010, ISBN 978-0-226-66789-8.
- Frederic Vester: Neuland des Denkens – Vom technokratischen zum kybernetischen Zeitalter. dtv, München 2002, ISBN 3-423-33001-5.
- Heinz von Foerster: KybernEthik. Merve Verlag, Berlin 1993, ISBN 978-3-88396-111-8.
- Hans-Christian Dany: Morgen werde ich Idiot – Kybernetik und Kontrollgesellschaft. Nautilus, Hamburg 2013, ISBN 978-3-89401-784-2.
- Horst Völz: Das ist Information. Shaker Verlag, Aachen 2017, ISBN 978-3-8440-5587-0.
- Horst Völz: Wie wir wissend wurden. Nicht Alles ist Information. Shaker Verlag, Aachen 2018, ISBN 978-3-8440-5865-9.
- Jan Müggenburg: Lebhafte Artefakte: Heinz von Foerster und die Maschinen des Biological Computer Laboratory. Verlag: Konstanz University Press, 1. Auflage, 2018, ISBN 978-3-8353-9103-1.
- Horst Völz: Das ist Zeit. Shaker Verlag, Düren 2019, ISBN 978-3-8440-6675-3.